# Daihatsu Leeza

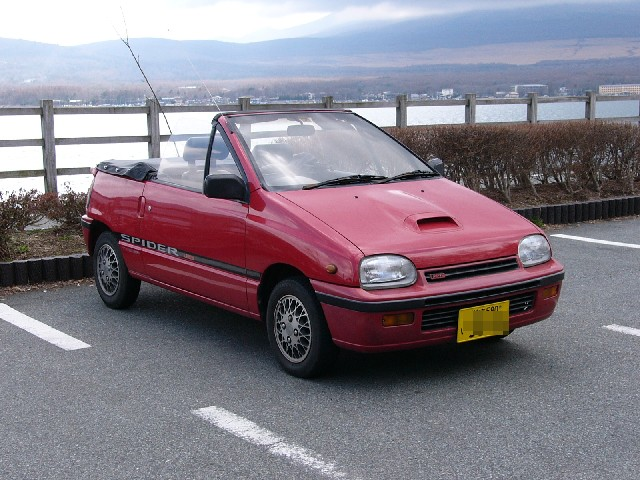
Daihatsu Leeza Spider

Daihatsu Leeza – miejski samochód osobowy typu kei-car produkowany przez japońską firmę Daihatsu w latach 1986-1992. Dostępny jako 3-drzwiowy hatchback i 2-drzwiowy kabriolet. Następca modelu Fellow Max. Do napędu używano silników R3 o pojemności 0,5 litra, również z turbodoładowaniem. Moc przenoszona była na oś przednią. Samochód został zastąpiony przez model Opti.

## Dane techniczne ('86 0.5)

### Silnik
- R3 0,5 l (548 cm³), 2 zawory na cylinder, SOHC
- Układ zasilania: gaźnik
- Średnica cylindra × skok tłoka: 62,00 mm × 60,50 mm
- Stopień sprężania: 10,1:1
- Moc maksymalna: 32 KM (24 kW) przy 6000 obr./min
- Maksymalny moment obrotowy: 43 Nm przy 3500 obr./min

### Osiągi
- Przyspieszenie 0-100 km/h: b/d
- Prędkość maksymalna: 120 km/h

## Dane techniczne ('93 0.7 Cha Cha)

### Silnik
- R3 0,66 l (659 cm³), 4 zawory na cylinder, SOHC
- Układ zasilania: gaźnik
- Średnica cylindra × skok tłoka: 68,00 mm × 60,50 mm
- Stopień sprężania: 10,0:1
- Moc maksymalna: 50 KM (37 kW) przy 7500 obr./min
- Maksymalny moment obrotowy: 53 Nm przy 4500 obr./min

## Dane techniczne ('89 Turbo)

### Silnik
- R3 0,5 l (548 cm³), 2 zawory na cylinder, SOHC, turbo
- Układ zasilania: wtrysk EFi
- Średnica cylindra × skok tłoka: 62,00 mm × 60,50 mm
- Stopień sprężania: 8,0:1
- Moc maksymalna: 64 KM (47 kW) przy 7000 obr./min
- Maksymalny moment obrotowy: 76 Nm przy 4000 obr./min

### Osiągi
- Przyspieszenie 0-100 km/h: b/d
- Prędkość maksymalna: 145 km/h

## Dane techniczne ('93 0.7 OXY-R)

### Silnik
- R3 0,66 l (659 cm³), 4 zawory na cylinder, SOHC, turbo
- Układ zasilania: wtrysk
- Średnica cylindra × skok tłoka: 68,00 mm × 60,50 mm
- Stopień sprężania: 10,8:1
- Moc maksymalna: 64 KM (47 kW) przy 7500 obr./min
- Maksymalny moment obrotowy: 94 Nm przy 4000 obr./min